# MI7
MI7 was de Britse militaire inlichtingendienst sectie 7 (British Military Intelligence Section 7), die zich bezighield met propaganda en censuurmaatregelen. MI7 is niet meer operationeel.